# Дудкин, Александр Григорьевич
Алекса́ндр Григо́рьевич Ду́дкин (1921—1944) — участник Великой Отечественной войны, командир роты 262-го стрелкового полка (184-я стрелковая дивизия, 5-я армия, 3-й Белорусский фронт), гвардии старший лейтенант. Герой Советского Союза.

## Биография

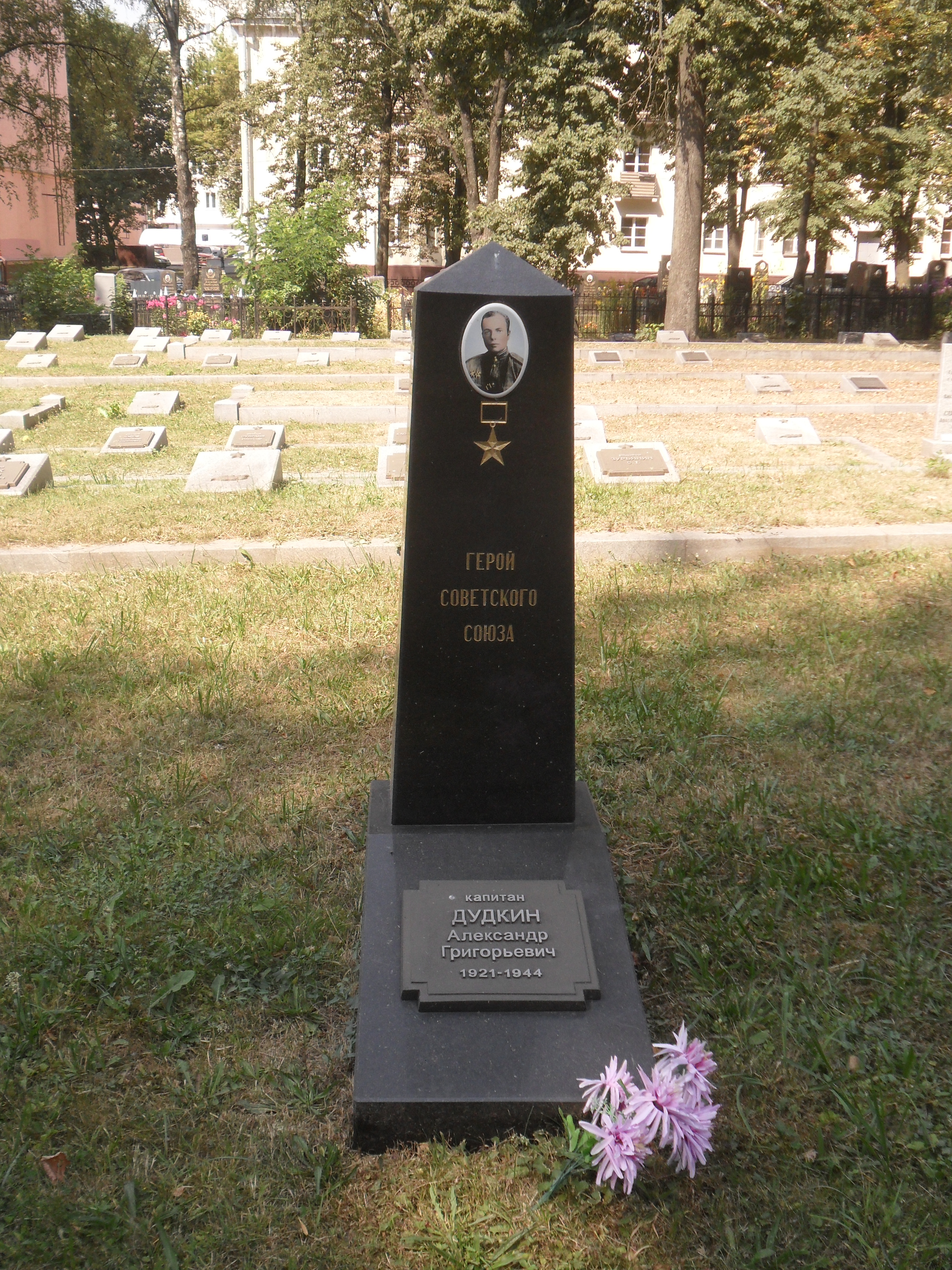
Могила Дудкина на Военном кладбище Минска.

Родился 7 сентября 1921 года в деревне Громково, ныне Щёлковского района Московской области, в семье крестьянина. Русский.
Окончил неполную среднюю школу. Работал слесарем-инструментальщиком на Фрязинском электроламповом заводе.
Имел бронь от призыва, но добровольцем ушёл в армию в ноябре 1941 года. Окончил в июне 1942 года Владимирское военное пехотное училище по сокращённой программе. Принимал участие в боях на Сталинградском, Юго-Западном и Западном фронтах. Был трижды ранен, после лечения вновь возвращался в свою часть.
Отличился в Гумбиннен-Гольдапской фронтовой наступательной операции. Рота старшего лейтенанта Дудкина 16 октября 1944 года стремительным броском форсировала реку Шешупе и захватила первую линию траншей противника. Немцы несколько раз переходили в контратаки, чтобу вернуть утраченный рубеж, но под командованием А. Дудкина бойцы отразили все атаки.  Командир многократно проявлял героизм в этом бою.
В бою 21 октября 1944 года Александр Дудкин в четвертый раз был тяжело ранен. 16 ноября 1944 года после тяжёлой операции в госпитале города Минска умер. В 1997 году его прах перенесен с Военного кладбища в Минске на городское кладбище в город Фрязино.

## Награды
- Указом Президиума Верховного Совета СССР от 24 марта 1945 года за образцовое выполнение боевых заданий командования на фронте борьбы с немецко-фашистским захватчиками и проявленные при этом мужество и героизм старшему лейтенанту Дудкину Александру Григорьевичу посмертно присвоено звание Героя Советского Союза.
- Награждён орденами Ленина, Александра Невского, Отечественной войны 2-й степени, Красной Звезды и медалями.
- Почётный гражданин города Фрязино[2].

## Память
- Во Фрязино именем Дудкина названа улица[3], в городе имеется Средняя общеобразовательная школа № 3 с углублённым изучением отдельных предметов имени Героя Советского Союза А. Г. Дудкина[4], на Аллее Героев установлен бюст А. Г. Дудкина[5] работы советского скульптора Фролова Ивана Степановича.